# The Moths!
The Moths! fue una banda de rock indie de Londres. tenía comparaciones elaboradas con The Human League, Wire, Buzzcocks y Adam and the Ants. Con solamente 1 año de duración del grupo.

## Historia
La banda comenzó en agosto de 2006 con James Fox (voz, letras), Dave Lightfoot (guitarras, música) y Jon Vick (sintetizador, producción) sus primeros demos los publicaban en MySpace, hay fue cuando la banda fue recogida rápidamente para un desarrollo. 
Sus primer álbum "Games" fue lanzado como lado A triple con "Wild Birds" y "Valentine" por el sello indie, Label Fandango. Fue aclamado por Artrocker y recibió elogios de la crítica de NME, así como ganar un amplio apoyo de radio de Zane Lowe (BBC Radio 1) y XFM. También fue nombrado sencillo de la semana por Steve Lamacq (BBC) y se invitó a la banda para grabar sesiones en vivo con John Kennedy (XFM) y Marc Riley (BBC 6 Music). 
En 2007, fueron de gira por el Reino Unido y Suecia, el apoyo a grupos como Foals, Good Shoes y The 1990s. El miembro fundador Jon Vick dejó la banda a mediados de 2007 y The Moths! se convirtió en una breve banda. en vivo completaron con miembros adicionales antes de la disolución en diciembre de ese año.

## Miembros
- James Fox (Voz)
- Dave Lightfoot (Guitarra)
- James Lightfoot (Bajo)
- Jonny Juviler (Batería)
- Ashley Billimoria (Teclado)
- Jon Vick (Sintetizador)

## Discografía

### EP
- Games (abril de 2007)
- The Dead Moths (agosto de 2012)

### Compilación de canciones
- Tell Me, V.A. - In The City 2007 Unsigned Album (octubre de 2007)